# Football League 2018-2019 (Grecia)
La Football League 2018-2019 è stata la 60ª edizione del secondo livello del campionato greco di calcio. Il torneo si è disputato anche stavolta con la formula del girone unico.
Questo campionato di secondo livello è stato l'ultimo con questa denominazione, infatti dall'anno successivo slitterà come denominazione per il terzo livello del calcio greco, mentre il secondo livello è stato chiamato Souper Ligka 2, in seguito alla ristrutturazione del campionato greco di calcio.

## Squadre partecipanti
| Squadra            | Città            |
| ------------------ | ---------------- |
| Aiginiakos         | Eginio           |
| Aittitos Spata     | Spata            |
| Apollōn Kalamarias | Kalamaria        |
| Apollōn Larissa    | Larissa          |
| Chania-Kissamikos  | La Canea         |
| Doxa Dramas        | Drama            |
| Ergotelīs          | Candia           |
| Īraklīs            | Salonicco        |
| Īrodotos           | Nea Alikarnassos |
| Karaïskakīs        | Arta             |
| Kerkyra            | Corfù            |
| Panachaïkī         | Patrasso         |
| Platanias          | Platania         |
| Sparta             | Sparta           |
| Trikala            | Trikala          |
| Volo               | Volos            |

## Classifica
|  | Pos. | Squadra                 | Pt | G  | V  | N  | P  | GF | GS | DR  |
|  | ---- | ----------------------- | -- | -- | -- | -- | -- | -- | -- | --- |
|  | 1.   | Volo                    | 60 | 30 | 18 | 6  | 6  | 61 | 27 | +34 |
|  | 2.   | Platanias               | 55 | 30 | 15 | 10 | 5  | 53 | 22 | +31 |
|  | 3.   | Apollōn Larissa (-3)    | 54 | 30 | 16 | 9  | 5  | 44 | 27 | +17 |
|  | 4.   | Ergotelīs (-3)          | 48 | 30 | 15 | 6  | 9  | 48 | 28 | +20 |
|  | 5.   | Panachaïkī              | 48 | 30 | 12 | 12 | 6  | 32 | 25 | +7  |
|  | 6.   | Chania-Kissamikos       | 46 | 30 | 13 | 7  | 10 | 40 | 24 | +16 |
|  | 7.   | Apollōn Kalamarias (-3) | 46 | 30 | 15 | 4  | 11 | 33 | 27 | +6  |
|  | 8.   | Doxa Dramas             | 45 | 30 | 12 | 9  | 9  | 41 | 28 | +13 |
|  | 9.   | Kerkyra (-5)            | 42 | 30 | 14 | 5  | 11 | 30 | 25 | +5  |
|  | 10.  | Karaïskakīs             | 40 | 30 | 11 | 7  | 12 | 24 | 28 | -4  |
|  | 11.  | Īraklīs (-3)            | 39 | 30 | 11 | 9  | 10 | 29 | 24 | +5  |
|  | 12.  | Trikala                 | 35 | 30 | 9  | 8  | 13 | 27 | 30 | -3  |
|  | 13.  | Īrodotos (-3)           | 28 | 30 | 9  | 4  | 17 | 24 | 50 | -26 |
|  | 14.  | Aittitos Spata          | 22 | 30 | 5  | 7  | 18 | 18 | 50 | -32 |
|  | 15.  | Aiginiakos (-3)         | 16 | 30 | 5  | 4  | 21 | 24 | 66 | -42 |
|  | ---  | Sparta (-15)            | 2  | 30 | 4  | 5  | 21 | 17 | 64 | -47 |

Legenda:

      Promosse in Super League 2019-2020
      Ammesso al play-off promozione
      Ammesse in Super League 2 2019-2020
      Retrocesse in Football League 2019-2020
      Retrocesse in Gamma Ethniki 2019-2020

## Play-off promozione/retrocessione
| Squadra 1 | Totale | Squadra 2 | Andata | Ritorno |
| --------- | ------ | --------- | ------ | ------- |
| Platanias | 2 - 3  | OFI Creta | 0 - 0  | 2 - 3   |

Legenda:

      Promosso/rimane in Souper Ligka Ellada 2 2019-2020